# Conchapelopia okisimilis
Conchapelopia okisimilis är en tvåvingeart som beskrevs av Sasa 1991. Conchapelopia okisimilis ingår i släktet Conchapelopia och familjen fjädermyggor. Inga underarter finns listade i Catalogue of Life.